# جین واینگارتن
جین نورمن واینگارتن (به انگلیسی: Gene Norman Weingarten) (زادهٔ ۲ اکتبر ۱۹۵۱) ستون‌نویس و هجونویس در روزنامه واشینگتن‌ پست است. واینگارتن صاحب دو جایزهٔ پولیتزر در روزنامه‌نگاری است. او همزمان برای نوشته‌های جدی و طنز خود شناخته شده است.